# Mologa (stad)
Mologa (Russisch: Молога) was een stad in Oblast Jaroslavl in Rusland. De stad verdween in 1941 bij het opvullen van het Stuwmeer van Rybinsk. De stad bevond zich op ongeveer 32 kilometer van Rybinsk, nabij de monding van de gelijknamige rivier, op de rechteroever van Mologa en linkeroever van Wolga. De plaats van de voormalige stad bevindt zich tegenwoordig op de bodem van het stuwmeer.

## Geschiedenis
Het is onbekend wanneer de stad gesticht werd. De eerste vermelding in de historische kronieken dateert uit 1207. Oorspronkelijk behoorde Mologa tot het Vorstendom Jaroslavl, maar in 1321 werd Mologa een onafhankelijk vorstendom.
Mologa heeft al vrij vroeg grote economische betekenis gekregen. Al in de 16e eeuw werden er belangrijke jaarmarkten gehouden.
In 1896 woonden er 7.064 mensen in Mologa. De stad had destijds vier kerken en één klooster. De stad had een belangrijke aanlegplaats en jaarlijks deden ongeveer 300 vrachtschepen Mologa aan.

## Einde van de stad
In 1935 werden de eerste plannen voor het Stuwmeer van Rybinsk opgesteld. Oorspronkelijk moest het peil van het stuwmeer op 98 meter boven zeeniveau komen te liggen. Hiermee zou het grootste deel van het Land van Mologa op de bodem van het meer terechtkomen, maar de stad zelf zou gespaard blijven. Op 1 januari 1937 werd echter besloten om het peil van het meer vast te leggen op 102 meter boven zeeniveau, waardoor de hoeveelheid overstroomd land zowat verdubbelde. Mologa lag op circa 100 meter en dus betekenden deze extra meters het einde van de stad. Het ontruimen van de stad en het land van Mologa begon in hetzelfde jaar. In totaal moesten 130.000 mensen verhuizen. De meesten vonden een nieuwe thuis in Rybinsk.
Het opvullen van het stuwmeer begon op 14 april 1941. Na de aanleg van de stuwdam en de bouw van de waterkrachtcentrale van Rybinsk werd begonnen met het vollopen van het stuwmeer. De eenheden van de NKVD werden naar de stad gestuurd om de laatste inwoners te evacueren. Mensen die weigerden te vertrekken werden onder dwang meegenomen.
Het geplande peil van 102 meter werd in 1947 bereikt. De stad verdween, samen met 663 dorpen, 140 kerken en drie kloosters van het omliggende Land van Mologa onder water.

## Mologa tegenwoordig
Het peil van het stuwmeer schommelt, zodat de locatie van Mologa af en toe, vooral bij droogte tijdens de zomer, boven het water komt; gemiddeld eens per twee jaar. Dan worden de oude straten, funderingen van de huizen en de grafzerken op het kerkhof weer zichtbaar. 
In 1997 werd in Rybinsk het museum van Mologa en het Land van Mologa geopend.